# Crocus thomasii
Crocus thomasii är en irisväxtart som beskrevs av Michele Tenore. Crocus thomasii ingår i släktet krokusar, och familjen irisväxter. Inga underarter finns listade i Catalogue of Life.